# Plac Niepodległości w Koninie
Plac Niepodległości w Koninie - plac znajdujący się w centrum nowej części Konina. Znajduje się na nim głaz upamiętniający żołnierzy września 1939. Południowy skraj placu zamyka budowla Konińskiego Domu Kultury z 1970 roku. Za nim w kierunku ulicy Bydgoskiej znajduje się rzeźba "Przechodzień" według projektu Olgierda Truszczyńskiego z 1976 roku. Na północno-zachodnim brzegu placu znajduje się 10-piętrowa budowla z 1974 roku, w której znajdują się hotele "Centrum" i "Konin". W 2006 roku plac gruntownie odnowiono, dodatkowo ustawiając tam fontannę.